# FinFET

Cấu trúc một FinFET cổng đôi

Transistor hiệu ứng trường vây, ký hiệu theo tiếng Anh là FinFET (fin field-effect transistor) là linh kiện MOSFET nhiều cổng (multigate metal-oxide-semiconductor field-effect transistor) được xây dựng trên một bề mặt nơi cực cửa (gate) được đặt trên hai, ba hoặc bốn mặt của kênh dẫn, hoặc quấn quanh kênh, tạo thành cấu trúc cổng đôi. Linh kiện này được đặt tên chung là "vây bắt" vì vùng cực nguồn (source)/cực máng (drain) tạo thành các vây trên bề mặt silicon. FinFET có thời gian chuyển mạch nhanh hơn đáng kể và mật độ dòng điện cao hơn so với công nghệ planar CMOS (công nghệ kim loại-oxit-bán dẫn bù, complementary metal-oxide-semiconductor).
FinFET là một loại transistor không phẳng (non-planar), hoặc transistor "3D". Nó là cơ sở để chế tạo linh kiện điện tử nano hiện đại. Các vi mạch sử dụng cổng FinFET lần đầu tiên được thương mại hóa vào nửa đầu những năm 2010 và trở thành thiết kế cổng thống trị trong các nút chế tạo thiết bị bán dẫn ở các quy trình 14 nm, 10 nm và 7 nm.